# Aleuropteryx clavicornis
Aleuropteryx clavicornis is een insect uit de familie van de dwerggaasvliegen (Coniopterygidae), die tot de orde netvleugeligen (Neuroptera) behoort. 
De wetenschappelijke naam Aleuropteryx clavicornis is voor het eerst geldig gepubliceerd door Meinander in 1995.